# Ofa Tu'ungafasi
Aniseto Ofa He Mo'oni Tu'ungafasi (Nukualofa, 19 de abril de 1992) es un jugador neozelandés de rugby nacido en Tonga que se desempeña como pilar, juega en los Blues del Super Rugby y es internacional con los All Blacks. Es hijo del también jugador de rugby Mofuike Tu'ungafasi.

## Trayectoria deportiva
A nivel provincial representa a Auckland con quienes debutó en 2012 y continúa jugando la Mitre 10 Cup.
Llegó al Super Rugby cuando los Blues lo contrataron como refuerzo para el Super Rugby 2013.

## Internacional
Fue convocado a los Baby Blacks con los que jugó el Mundial de Sudáfrica 2012 donde los neozelandeses obtuvieron el subcampeonato.
Fue seleccionado a los All Blacks por primera vez en junio de 2016 para enfrentar a los Dragones rojos. En junio de 2017 jugó contra Samoa y desde allí adquirió regularidad. Integró el plantel que enfrentó victoriosamente a los British and Irish Lions pero no jugó ningún test match de la histórica gira.
En junio de 2018 jugando contra Les Bleus Tu'ungafasi le realizó un tackle alto a Rémy Grosso que le produjo una doble fractura en la cabeza. El Comisionado Citing determinó que Tu'ungafasi no tuvo mala intención y que el lamentable resultado fue un accidente propio del juego, por lo tanto el pilar no recibió ninguna sanción.
Fue seleccionado por Steve Hansen para formar parte de los All Blacks en la Copa Mundial de Rugby de 2019 en Japón donde desplegaron un brillante juego en el que ganaron todos los partidos de la primera fase excepto el partido contra Italia que formaba parte de la última jornada de la primera fase,que no se disputó debido a la llegada a Japón del Tifón Hagibis.
En cuartos de final se enfrentaron a Irlanda, partido con cierto morbo porque el XV del trébol había sido el único que había sido capaz de vencer a los All Blacks en los últimos años. Sin embargo, Nueva Zelanda desplegó un gran juego y venció por un amplio resultado de 46-14.
En semifinales jugaron ante Inglaterra donde se formó cierta polémica debido a la formación utilizada en forma de uve por el XV de la rosa a la hora de recibir la haka de los All Blacks, el partido fue posiblemente el mejor que se pudo ver en todo el campeonato, donde vencieron los ingleses por el marcador de 19-7. Tu'ungafasi	jugó cinco partido en el campeonato saliendo desde el banquillo en todos ellos, entre esos partidos estuvieron las eliminatorias ante Irlanda e Inglaterra.

#### Participaciones en Copas del Mundo
| Mundial                       | Sede  | Resultado     | PJ | Tries |
| ----------------------------- | ----- | ------------- | -- | ----- |
| Copa Mundial de Rugby de 2019 | Japón | Tercer puesto | 5  | 0     |

## Palmarés y distinciones notables
- Rugby Championship 2016
- Rugby Championship 2017

## Vida personal
En marzo de 2019 se convirtió al islam.